# Nemastoma (alge)
Nemastoma nom. cons., rod crvenih algi iz porodice Nemastomataceae. Postoji dset priznatih vrsta. Tipična je morska alga N. dichotomum iz Atlantskog oceana i Sredozemlja

## Vrste
1. Nemastoma canariense (Kützing) Montagne
2. Nemastoma coliforme J.Agardh
3. Nemastoma dichotomum J.Agardh
4. Nemastoma dumontioides J.Agardh
5. Nemastoma fernandezianum Levring ex J.De Toni
6. Nemastoma foliaceum Yamada
7. Nemastoma laciniatum J.Agardh
8. Nemastoma multifidum (J.Agardh) J.Agardh
9. Nemastoma palmatum Harvey
10. Nemastoma proliferum Harvey